# باميلا إيدن
باميلا إيدن (بالإنجليزية: Pamela Aidan)‏ (18 أكتوبر 1953 في الولايات المتحدة)؛ روائية أمريكية.